# IC 2513
IC 2513 — галактика типу Sab (компактна витягнута галактика) у сузір'ї Насос.
Цей об'єкт міститься в оригінальній редакції індексного каталогу.